# Azusa Tadokoro
Azusa Tadokoro (田所 あずさ, Tadokoro Azusa, nascida em 10 de novembro de 1993) é uma dubladora e cantora japonesa. Ela é afiliada à agência de talentos HoriPro International e contratada pelo selo musical Lantis. Ela participou de uma audição patrocinada por esta agência. Seus papéis notáveis incluem Aoi Kiriya em Aikatsu!, Shizuka Mogami em The Idolmaster Million Live!, Kaoru Seta em BanG Dream!, Phino Bloodstone em Yu-Shibu, Chtholly Nota Seniorious em WorldEnd e Moroha em Hanyō no Yashahime. Ela também interpretou temas musicais para animes, como Myriad Colors Phantom World e Trickster.

## Biografia
Tadokoro nasceu em Mito, Ibaraki. Ela se interessou pela atuação após ouvir Akiko Yajima dublando Kohaku na série de anime Inuyasha. Ela participou da 36ª Caravana de Talentos da Horipro e foi declarada vencedora. Ela ingressou na agência de talentos Horipro e decidiu estrear como cantora pelo selo musical Lantis. Ela fez sua estreia como dubladora em 2012, dando voz a um personagem em um comercial para a SSK Foods. No mesmo ano, ela foi escalada como Muneo Meshiyori em Dakara Boku wa, H ga Dekinai. Mais tarde, naquele ano, ela foi escalada como Aoi Kiriya em Aikatsu!, tornando-se seu primeiro papel principal. Desde então, ela apareceu em muitos concertos, eventos de palco e programas de rádio. No ano seguinte, ela foi escalada como Phino Bloodstone em I Couldn't Become a Hero, So I Reluctantly Decided to Get a Job, e Shizuka Mogami no jogo para celular The Idolmaster Million Live!. Em 2014, ela foi escalada como Kotori Takatori em Gokukoku no Brynhildr. Ela interpretou a música tema de encerramento da série "Ichiban Boshi" (いちばん星) com Risa Taneda, Aya Suzaki e M·A·O. No final daquele ano, ela fez sua estreia oficial como cantora pela Lantis lançando seu primeiro álbum Beyond Myself; o álbum alcançou o 33º lugar nas paradas semanais da Oricon.
Ela lançou sua conta oficial no Facebook e Twitter em 31 de maio de 2015. Em abril de 2015, ela lançou seu primeiro single "DREAM LINE"; a música alcançou o 40º lugar nas paradas semanais da Oricon. No mesmo ano, ela foi escalada como Kiriko Shikishima em Denpa Kyōshi. No ano seguinte, ela dublou a personagem Ruru em Myriad Colors Phantom World; ela interpretou a música tema de encerramento da série "Junshin Always" (純真Always). Mais tarde naquele ano, ela interpretou a personagem Nao Nakamura no anime Trickster; ela interpretou a primeira música tema de abertura da série "1HOPE SNIPER", e a segunda música tema de encerramento "Unmei Dilemma" (運命ジレンマ).
Em 2017, ela dublou a Tae Futaba em Masamune-kun's Revenge. Ela então interpretou o papel de Chtholly Nota Seniorious no anime WorldEnd, no qual também executou a música tema de abertura "DEAREST DROP". No ano seguinte, ela foi escalada como Symboli Rudolf na franquia multimídia da Cygames, Uma Musume Pretty Derby, e Chloe em Tensei Shitara Slime Datta Ken; ela executou a segunda música tema de encerramento da série, "Little Soldier" (リトルソルジャー). Tadokoro lançou a música "RIVALS" como tema de encerramento para a série de anime Kandagawa Jet Girls.